# C5N
Canal 5 Notícias (mais conhecido como C5N) é um canal de televisão por assinatura argentino. Foi fundada em 2007 pelo empresário e jornalista Daniel Hadad e foi operada por meio de seu conglomerado de negócios do Grupo Infobae. Desde março de 2019, é o canal de notícias mais assistido da Argentina, superando seu principal concorrente TN. Atualmente, ele é líder em canais de notícias na Argentina.